# Gianni Danzi
Gianni Danzi (ur. 25 stycznia 1940 w Viggiù, zm. 2 października 2007) – włoski duchowny rzymskokatolicki, arcybiskup ad personam, prałat Loreto.
Święcenia prezbiteratu przyjął 17 grudnia 1966 i został inkardynowany do diecezji Lugano w Szwajcarii. 18 czerwca 1994 została ogłoszona jego nominacja na sekretarza generalnego Gubernatoratu Państwa Watykańskiego. Równocześnie od 1 lutego 1995 pełnił funkcję sekretarza Papieska Komisja ds. Państwa Watykańskiego. 2 maja 1996 został mianowany biskupem tytularnym Castello, sakrę przyjął 24 maja 1996 z rąk Sekretarza Stanu, Angelo Sodano. 2 czerwca 2000 został odznaczony Orderem Zasługi Republiki Włoskiej II klasy. 22 lutego 2005 został mianowany prałatem Loreto i podniesiony do godności arcybiskupa. Zmarł 2 października 2007.